# Bretagne (wielerploeg)/2007
Deze pagina geeft een overzicht van de wielerploeg Bretagne Armor Lux in  2007.

## Algemeen
Algemeen manager: Ronan Pensec
Ploegleiders: Philippe Dalibard, Pascal Churin, Roger Trehin
Fietsmerk: Felino

## Renners
| Naam                | Geboortedatum | Nationaliteit | Ploeg 2006 |
| ------------------- | ------------- | ------------- | ---------- |
| Stéphane Bonsergent | 03-09-1977    | Frankrijk     |            |
| Antoine Dalibard    | 10-03-1983    | Frankrijk     |            |
| Jean-Luc Delpech    | 27-10-1979    | Frankrijk     |            |
| Sébastien Duret     | 03-09-1980    | Frankrijk     |            |
| Cyril Gautier       | 26-09-1988    | Frankrijk     | Neo        |
| Charles Guilbert    | 15-05-1972    | Frankrijk     |            |
| Guillaume Le Floch  | 16-02-1985    | Frankrijk     | Amateur    |
| Noan Lelarge        | 23-06-1975    | Frankrijk     |            |
| David Le Lay        | 30-12-1979    | Frankrijk     |            |
| Stéphane Petilleau  | 17-02-1971    | Frankrijk     |            |
| Yann Pivois         | 20-01-1976    | Frankrijk     |            |
| Piotr Zieliński     | 03-05-1984    | Polen         |            |

## Overwinningen
| Ronde van Normandië 5e etappe: Noan Lelarge | Vierdaagse van Duinkerke 3e etappe: Piotr Zieliński | Polymultipliée lyonnaise Winnaar: Noan Lelarge |

Mannen: 2005 · 2006 · 2007 · 2008 · 2009 · 2010 · 2011 · 2012 · 2013 · 2014 · 2015 · 2016 · 2017 · 2018 · 2019 · 2020 · 2021 · 2022 · 2023 · 2024 · 2025
Vrouwen: 2020 · 2021 · 2022 · 2023 · 2024 · 2025